# Список епископов Меца
Епископ Меца — глава Мецской епархии Римско-католической церкви.
Основанная примерно в III веке, епархия Меца в течение долгого времени была влиятельной и богатой. Встречая сопротивление со стороны горожан, а также подпав под влияние королевской власти, она постепенно потеряла свои экономический вес и политическое влияние.

## III—V века
Согласно древнему преданию, дошедшему до нас, благодаря Деяниям мецких епископов (лат. Gesta episcoporum Mettensium) Павла Диакона (ок. 784 года), следы основания епархии Мец относятся к временам первых апостолов. 
Согласно этому преданию, святой Климент Мецский, первый епископ Меца, был учеником святого Петра, пославшего из Рима священника Селеста и диакона Феликса для проповеди Христовой веры в тех краях ещё в 95 году. 
Святой Пациент, четвертый епископ города, считается посланцем апостола Иоанна. Предания относительно первых епископов Меца, как иногда считают, появились между X и XIV веками в монастырях святого Арнульфа (Abbaye de Saint-Arnould) и святого Климента (Église Saint-Clément de Metz), а также в монастыре Горз (Abbaye de Gorze). Как также иногда считают, они возникли в соперничестве этих различных религиозных институтов, стремившихся установить свою легитимность через эти описания. Эти жития были собраны воедино летописцами XVI века, такими как Филипп де Виньоль (Philippe de Vigneulles) и монах-августинец Жан Шателен (Jean Châtelain). Более поздняя хронология фиксирует дату основания епископства в третьем веке.
- ок. 280—300 : святой Климент
- святой Целестий
- святой Феликс I — по преданию, его епископское служение продлилось 42 года[1]. Его мощи были перенесены в епархию Бамберг при Генрихе II Святом[2]
- святой Пациент
- ок. 346: святой Виктор I — следы его служения имеются в актах[3] Кёльнского псевдо-собора 346 (pseudo-concile de Cologne) 346[4]. Возможно он участвовал в Сардикийском соборе 344 года[5].
- святой Виктор II, шестой епископ
  - Его существование оспаривается некоторыми авторами[6].
- святой Симеон, седьмой епископ, память 16 февраля.
  - По преданию, родом из Палестины. его мощи были перенесены в монастырь святого Петра в Сеноне (Abbaye Saint-Pierre de Senones) в VII веке Ангильрамом (Angilram)[6].
- Самбас, или Самбарий (Sambarius), восьмой епископ
- святой Руф или Руффус, девятый епископ
- святой Адельф или Адельфин (Adelphinus), десятый епископ
  - Людовик Благочестивый перенёс его мощи в монастырь святых Петра и Павла в Нёйвиллер (Abbaye de Neuwiller)[6]
- Фирмин, или Фроним (Phronymus), одиннадцатый епископ, память 18 августа.
  - Был родом из Греции[7] или Италии[8].
- святой Легонс (Legonce), или Легенс (Legence)[7], или Легунтий (Leguntius)[9], двенадцатый епископ, память 18 февраля.
- 451 святой Авктор или Аутор (Auteur), или Аультр (Aultre), тринадцатый епископ
- святой Экспьес (Expièce), или Эксплетий (Expletius), или Апплетий (Appletius)[7], четырнадцатый епископ, память 30 июля.
- святой Урбикий, или Урбис (Urbice), пятнадцатый епископ, память 20 марта.
  - Он получил сан архиепископа[7]. Был похоронен в храме святого Максимина, Мец (Saint-Maximin). Мощи обретены в 1516 и перенесены в Мецский храм святого Евкария (Saint-Eucaire)[10].
- Боноль (Bonole), или Риноль (Rinolus), шестнадцатый епископ
  - быть может, святой
- святой Теренс (Térence), или Терентий (Terentius), семнадцатый епископ, память 29 октября.
  - Около X века его мощи были перенесены в монастырь Нёфмутье (Neufmoutier), что в городе Юи (Huy)[11].
- Консолин или Госселин (Consolin ou Gosselin), восемнадцатый епископ:
  - быть может, святой согласно болландистам[12].
- 485 или 489: святой Роман (Romain), девятнадцатый епископ, память 13 апреля.
- 495, святой Фронин (Phronine), двадцатый епископ, память 25 сентября.
  - Фроним и его два последователя Грамас (Gramace) и Агатимбр (Agathimbre) могли быть из дворян[11].
- 495—512 святой Грамас или Громас, двадцать первый епископ, память 25 апреля.

## VI век

Церковь Франкского государства при Меровингах

- 512—525 : святой Агатимбр (Agathimbre), память 12 мая.
- 525—542 : святой Гесперий (Hespérius de Metz, был восемнадцатым епископом, согласно[7])
- 543—568 : святой Виллик (Villicus), двадцать второй епископ, память 7 апреля или 17 апреля.
  - Он упоминается Венанцием Фортунатом, с кем тот встречался во время своей поездки в Мец. Святой Венанций отдаёт дань набожности и гостеприимству прелата. Также сохранились письма, которые тот адресовал епископу Реймса.[11].
- 570-е : святой Пётр, двадцать третий епископ
  - О нём неизвестно ничего, кроме одного письма, написанного ему знатным австразийцем Гогоном[11].
- Некоторые авторы упоминают святого Гундульфа (Gondulfe), иначе Гендульфа (Gendulfe)[13]. Он, вероятно, был епископом региона или хорепископом[14], избранным в 590 и вскоре скончавшимся.
- 590—601 : святой Агиульф, двадцать четвёртый епископ.

## VII век
- 602—610 : святой Арноальд, 25 епископ.
- 610—611 : святой Папполь (Pappole), 26 епископ.
- 613—628 : святой Арнульф или Арнульд (Arnould), 27 епископ.
- 629—644 : святой Гоэри (Аббон I), 28 епископ.
- 646 : святой Годон (Godon), 29 епископ.
  - Кафедра вдовствовала два года.
- 656—696 : святой Клу (Clou), или Клодульф (Chlodulf), сын Арнульфа, 30 епископ.
  - Некоторые хронологии ставят святого Ландри из Суаньи (Landry de Soignies, память 17 апреля) между Хлодульфом и Аббоном[15]. Речь идёт, вероятно, о региональном епископе[14].
- 696—707 : святой Аббон II (Абдон (Abdon), тридцать первый епископ[16], память 15 апреля.
  - Хартия Германа Мецского (Hermann) от 1090 года указывает, что им был создан приход святого Иоанна Крестителя. Он оставил нам письмо, адресованное Дидье (Didier), епископу Кагорскому (évêques de Cahors)[17]. Согласно источникам, он мог отойти ко Господу в 700 году[17] или в 705 году[16].

## VIII век
Начиная с 717 года епископы Меца получили иммунитет для своих владений.
- 707—715: святой Аптат (Aptat) или Оптат, тридцать второй епископ, память 21 января.
- 715—716: святой Феликс II, 33 епископ.
- 716—741: святой Сигебо (Sigebaud), 34 епископ.
- 742—766: святой Хродеганг, 35 епископ.
- 766—768: кафедра вдовствовала
- 768—791: Ангильрамн (Ангерран) (Angilram), тридцать шестой епископ, память 25 октября.

После смерти Ангильрамна кафедра вдовствовала до 816 года.

## IX век
- 816-822: святой Гондульф, 37 епископ.
- 823-855: Дрого, внебрачный сын Карла Великого, 38 епископ.
- 858-875: Адвенций, 39 епископ.
- 876-882: Вала, 40 епископ.
- 883-917: Роберт I, 41 епископ.

## X век
- 917/919—927: Вигерик (Wigéric, ум. 927), 42 епископ.
- 927—929: Бенно (Bennon de Metz, ум. 940), 43 епископ
- 929—964: Адальберон I Арденский (ум. 962), 44 епископ.
- 965—984: Тьерри (Дитрих) I (Thierry I, ум. 984), 45 епископ.
- 984—1005: Адальберон II де Бар (ум. 1005), 46 епископ, до этого епископ Вердена (Адальберон I).

## XI век
- 1006—1047: Дитрих (Тьерри) II де Люксембург (Thierry de Luxembourg, ум. 1047).
- 1047—1072: Адальберон III де Люксембург (Adalbéron III,ум. 1072).
- 1072—1090: Герман Мецский (Hermann, ум. 1090).
- 1090—1103: Поппон (Poppon de Metz, ум. 1103).

## XII век
- 1104—1115: Адальберон IV (Adalbéron IV).
- 1115—1117: вдовство кафедры
- 1117—1120: Теогер (Théoger, ум. 1120).
- 1120—1163: Этьен де Бар (ум. 1163).
- 1163—1171: Тьерри III де Бар (Thierry de Bar, ум. 1171).
- 1171—1173: Фредерик де Плювуа (Frédéric de Pluvoise, ум. 1179).
- 1173—1179: Тьерри IV Лотарингский (Thierry IV de Lorraine, ум. 1181).
- 1179—1212: Бертрам (Bertram, ум. 1212).

## XIII век
- 1212—1224: Конрад фон Шарфенберг (Conrad de Scharfenberg, ум. 1224).
- 1224—1238: Жан I д'Апремон (Jean I d’Apremont, ум. 1238).
- 1239—1260: Жак Лотарингский (Jacques de Lorraine, ум. 1260).
- 1260—1263: Филипп де Флоранж (Philippe de Lorraine-Florange, ум. 1297).
- 1264—1269: Гильом де Тренель (Guillaume de Trainel).
- 1269—1279: Лоренц фон Лихтенберг (Laurent de Lichtenberg, ум. 1279).
- 1279—1282: Жан II де Дампьер (Jean de Flandre, ум. 1292).
- 1282—1296: Бушар д'Авен (Bouchard d'Avesnes, ум. 1296).
- 1296—1302: Жерар де Реланс (Gérard de Relances, ум. 1302).

## XIV век
- 1302—1316: Рено де Бар (Renaud de Bar, ум. 1316).
- 1316—1319: вдовство кафедры
- 1319—1325: Генрих Вьеннский (Henri de Viennois, ум. 1328).
- 1325—1327: Луи де Пуатье (Louis de Poitiers, ум. 1327).
- 1327—1361: Адемар де Монтейль (Adhémar de Monteil, ум. 1361).
- 1361—1365: Жан III Вьеннский (Jean III de Vienne, ум. 1382).
- 1365—1384: Дитрих (Тьерри) IV Байер фон Боппард (Thierry V Bayer de Boppard, ум. 1384).
- 1384—1387: Пьер де Люксембург (ум. 1387).
- 1387—1415: Рауль де Куси (Raoul de Coucy, ум. 1425).

## XV век
- 1415—1459: Конрад II Байер фон Боппард (Conrad II Bayer de Boppard, ум. 1459).
- 1459—1484: Георг Баденский (1433—1484).
- 1484—1505: Генрих II де Водемон (Henri de Lorraine-Vaudémont, ум. 1505).

## XVI век
- 1505—1543: Жан IV Лотарингский (1498—1550).
- 1543—1548: Николя Лотарингский (1524—1577).
- 1548—1550: Жан IV Лотарингский (1498—1550).
- 1550—1551: Шарль де Гиз (1524—1574).
- 1551—1555: Робер де Ленонкур (1510—1561).
- 1555—1567: Франсуа де Бокер де Пежильон (François de Beaucaire de Péguillon, 1514—1591).
- 1567—1578: Луи II Лотарингский (1527—1578).
- 1578—1607: Шарль II Лотарингский (1567—1607).

## XVII век
- 1608—1612: Анн де Перуз д'Эскар (Anne de Pérusse d'Escars de Givry, 1546—1612).
- 1612—1652: Генрих де Бурбон-Верней (1601—1682).
- 1653—1658: Джулио Мазарини (1602—1661).
- 1658—1663: Франц Эгон фон Фюрстенберг (1626—1682).
- 1663—1668: Вильгельм Эгон фон Фюрстенберг (1629—1704).
- 1668—1697: Жорж д'Обюссон де ла Фейад (Georges d’Aubusson de la Feuillade, 1609—1697).

## XVIII век
- 1697—1732: Анри-Шарль дю Камбу де Куален (1665—1732).
- 1733—1760: Клод де Сен-Симон (Claude Charles de Rouvroy de Saint-Simon, 1733—1760).
- 1760—1802: Луи-Жозеф де Монморанси-Лаваль (1724—1808).

## XIX век
- 1802—1806: Пьер-Франсуа Бьенеме (Pierre-François Bienaymé, 1737—1806).
- 1806—1823: Гаспар-Андре Жоффре (Gaspard-Jean-André-Joseph Jauffret, 1759—1823).
- 1824—1842: Жак-Франсуа Бессон (Jacques-François Besson, 1756—1842).
- 1843—1886: Поль Дюпон дез Лож (Paul Georges Marie Dupont des Loges, 1804—1886).
- 1886—1899: Франц-Людвиг Флек (François-Louis Fleck, 1824—1899).

## XX век
- 1901—1919: Виллиброрд Бенцлер (Willibrord Benzler, 1853—1921).
- 1919—1937: Жан-Батист Пельт (Jean-Baptiste Pelt, 1863—1937).
- 1938—1958: Жозеф-Жан Энц (Joseph-Jean Heintz, 1886—1958).
- 1958—1987: Поль-Жозеф Шмитт (Paul-Joseph Schmitt, 1911—1987).
- 1987—2013: Пьер Рафин (Pierre Raffin, 1938—2013).

## XXI век
- 2013—2021: Жан-Кристоф Лаглез (Jean-Christophe Lagleize, р. 1954).
- с 2022: Филипп Балло (Philippe Ballot, р. 1956).